# Ecclinusa dumetorum
Ecclinusa dumetorum là một loài thực vật có hoa trong họ Hồng xiêm. Loài này được (Baehni) T.D.Penn. mô tả khoa học đầu tiên năm 1990.